# Svenskt biografiskt lexikon
Svenskt biografiskt lexikon, SBL («Шведский биографический словарь», «Шведская биографическая энциклопедия») — многотомное энциклопедическое издание на шведском языке, содержащее биографии лиц и семей, имеющих отношение к истории Швеции. Статьи словаря составляются на основе первоисточников.
Издаётся с 1917 года. Издание словаря продолжается. По состоянию на начало 2016 года последним томом, выпущенным в бумажном виде, был 33-й (Sparrgren — Ström), в 2011 году. Планируется, что тома будут выпускаться раз в два года и последний, 38-й том, выйдет приблизительно в 2021 году. 34-й том (в электронной версии) был выпущен в 2013 году. По состоянию на январь 2016 года словарь включает в себя статьи от A до de Suremain.

## Предыстория
Издание биографических справочников в Швеции имеет большую историю, одним из первых подобных издания является четырёхтомный словарь Георга Гезелиуса Försök til et biographiskt lexicon öfver namnkunnige och lärde svenske män (1778—1787). В 1835—1857 годах был опубликован биографический словарь Biographiskt lexicon öfver namnkunnige svenska män в 23 томах, а в 1857—1892 годах — его продолжение в 10 томах Svenskt biografiskt lexikon. Ny följd. Ещё один предшественник современного «Шведского биографического словаря» — Шведский биографический краткий словарь, вышедший в 1906 году под редакцией Германа Хофберга.

## История издания
Изначально Словарь публиковался как коммерческое издание, позже перестал быть таковым и стал финансироваться государством. С 1962 по 2008 год Словарь выпускался созданной при Министерстве культуры Швеции государственной организацией, имевшей то же наименование, что и Словарь — Svenskt biografiskt lexikon . Затем издателем стал Государственный архив Швеции, сейчас издательская группа Словаря является одним из подразделений этой организации и финансируется за счёт государственных грантов.
В 1995 году словарь был оцифрован, а затем опубликован на CD-ROM в формате PDF с возможностью полнотекстового поиска. После этого вышло ещё два издания на CD-ROM; последнее из них, осуществлённое в 2004 года, содержало 31 том. В 2008 году был запущен проект по размещению Словаря в интернете; финансирование проекта осуществлял фонд Riksbankens Jubileumsfond. Этот проект должен был быть завершён в 2010 году.

## Состав
В Шведском биографическом словаре представлены биографии либо шведских подданных, либо тех иностранцев, которые, работая в Швеции, внесли значительный вклад в развитие общества и культуры страны. Относительно лиц, деятельность которых была связана с Финляндией, имеется ограничение по времени: их биографии были включены в Словарь только в том случае, если их деятельность большей частью проходила в период до 1809 года, то есть до вхождения Финляндии в состав Российской империи. Статьи о живущих лицах в Словарь сейчас не включаются, однако до 11 тома такого правила не было. Статьи Словаря, помимо биографический сведений, обычно содержат список опубликованных работ, список источников информации и список литературы по теме статьи.
В первых 33 томах содержится 13 912 записей, в том числе 7319 персональных биографий и 1691 статья о родах. Каждый том состоит примерно из 800 страниц, а общее число страниц в выпущенных томах превысило 25 тысяч, что делает Словарь одной из крупнейших энциклопедий в странах Северной Европы.
Главный редактор издания с 2002 года — Оса Карлсон.